# Tingena
Tingena är ett släkte av fjärilar. Tingena ingår i familjen praktmalar, Oecophoridae. Släktet är endemiskt för Nya Zeeland.

## Bildgalleri

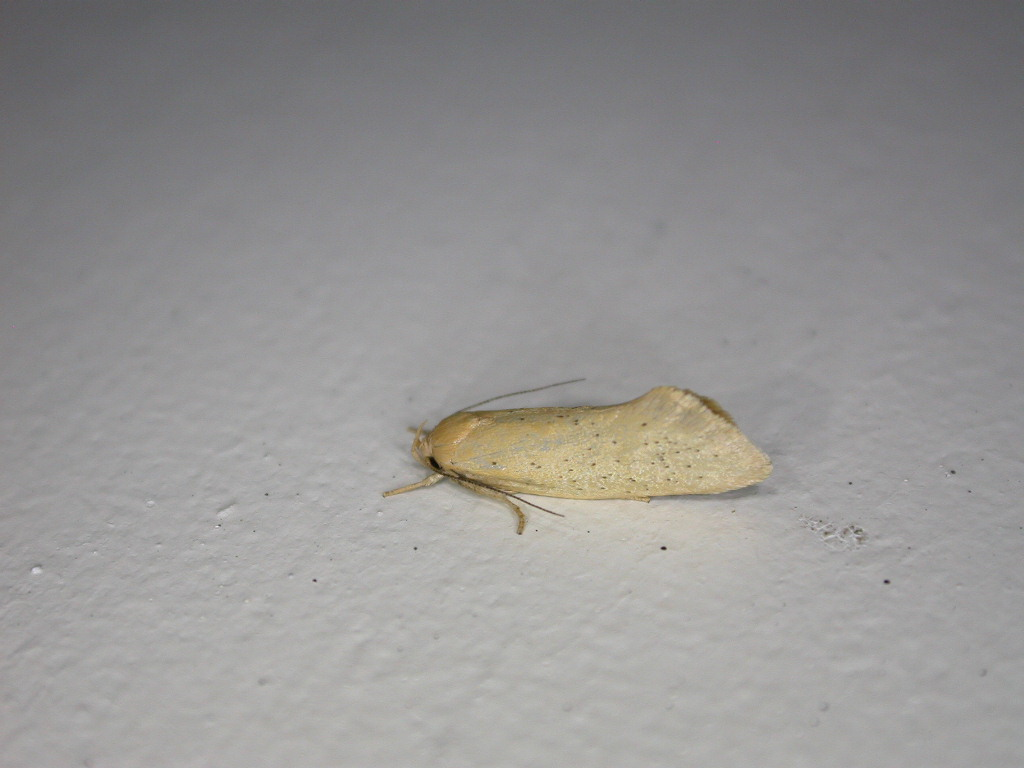
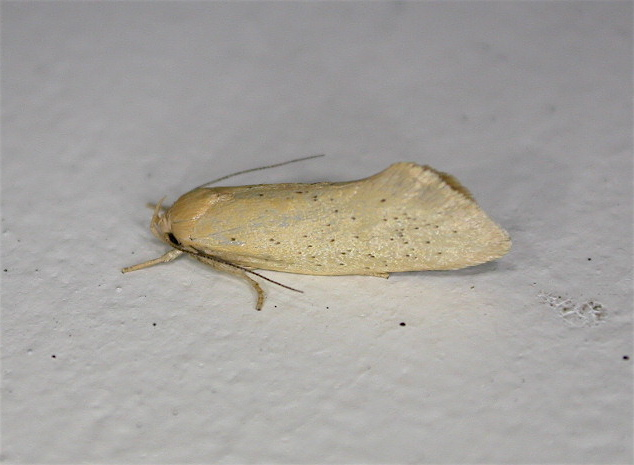
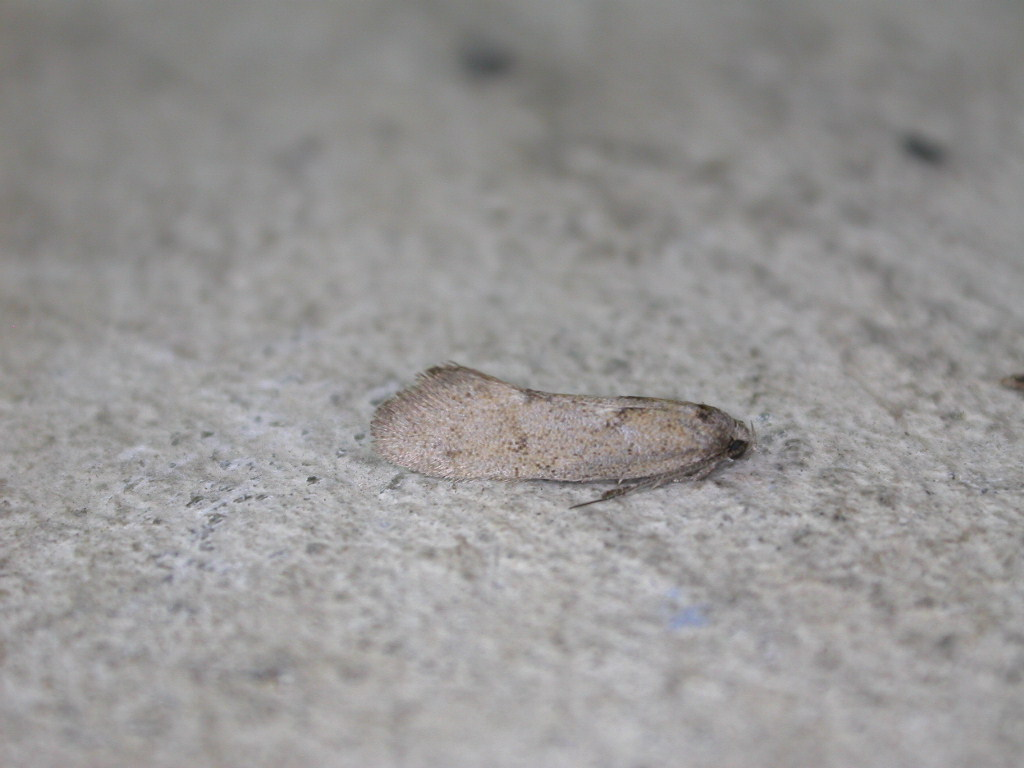
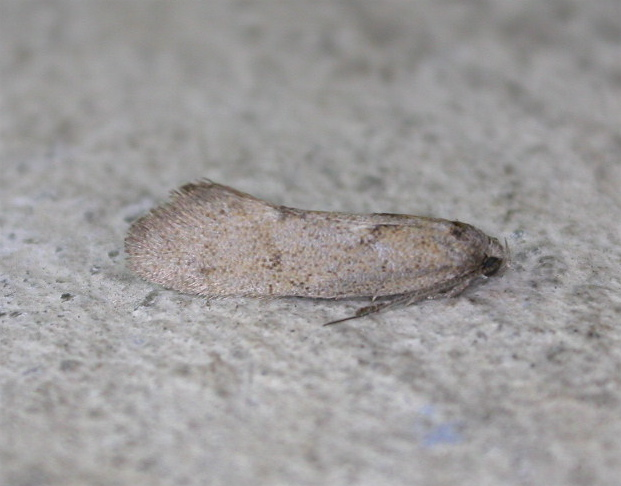
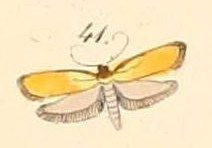

## Dottertaxa tillTingena, i alfabetisk ordning[1]
- Tingena actinias
- Tingena affinis
- Tingena afflicta
- Tingena aletis
- Tingena amiculata
- Tingena anaema
- Tingena ancogramma
- Tingena apanthes
- Tingena apertella
- Tingena aphrontis
- Tingena armigerella
- Tingena aurata
- Tingena basella
- Tingena berenice
- Tingena brachyacma
- Tingena chloradelpha
- Tingena chloritis
- Tingena chrysogramma
- Tingena clarkei
- Tingena collitella
- Tingena compsogramma
- Tingena contextella
- Tingena crotala
- Tingena decora
- Tingena enodis
- Tingena epichalca
- Tingena epimylia
- Tingena eriphaea
- Tingena eumenopa
- Tingena falsiloqua
- Tingena fenestrata
- Tingena grata
- Tingena griseata
- Tingena hastata
- Tingena hemimochla
- Tingena homodoxa
- Tingena honesta
- Tingena honorata
- Tingena hoplodesma
- Tingena horaea
- Tingena idiogama
- Tingena innotella
- Tingena lassa
- Tingena laudata
- Tingena letharga
- Tingena levicula
- Tingena loxotis
- Tingena macarella
- Tingena maranta
- Tingena marcida
- Tingena melanamma
- Tingena melinella
- Tingena monodonta
- Tingena morosa
- Tingena nycteris
- Tingena ombrodella
- Tingena opaca
- Tingena ophiodryas
- Tingena oporaea
- Tingena oxyina
- Tingena pallidula
- Tingena paratrimma
- Tingena paula
- Tingena penthalea
- Tingena perichlora
- Tingena pharmactis
- Tingena phegophylla
- Tingena plagiatella
- Tingena pronephela
- Tingena robiginosa
- Tingena seclusa
- Tingena serena
- Tingena siderodeta
- Tingena siderota
- Tingena sinuosa
- Tingena tephrophanes
- Tingena terrena
- Tingena thalerodes
- Tingena vestita
- Tingena xanthodesma
- Tingena xanthomicta